# Rózsa Ferenc (gépészmérnök)
Rózsa Ferenc (Bukarest, 1926. június 4. – Marosvásárhely, 1991. augusztus 4.) gépészmérnök, szakíró, Rózsa Mária tankönyvszerkesztő férje.

## Életútja
A bukaresti református elemi iskola elvégzése után a nagyenyedi Bethlen Kollégium növendéke; itt érettségizett 1945-ben. Főiskolai tanulmányait a bukaresti Műszaki Egyetemen végezte, az Elektrotechnikai és Gépészmérnöki Karon (1951). Ez időben (1948-50) a Bukaresti Rádió magyar adásának szerkesztője és bemondója volt. 1950-től 1952-ig a bukaresti IPROM Gépipari Tervezőintézet mérnöke, a Műszaki Egyetem óraadó tanára. 1952-53-ban Kudzsiron a Gépgyár mérnöke, majd 1953-tól 1991-ig a bukaresti Építészeti Egyetem Épületgépészeti Karán tanított: 1957-től adjunktus, majd a gépelemek tanára, 1971-73 és 1974-76 között tanszékvezető, 1990-től professzor; a rendszerváltozás után a Román Televízió magyar adásának külső munkatársa.

## Munkássága
Elkészült kutatási tervei: fogaskerék és csigahajtások, evolvens profilú bordástengelyek, a hajtóművek általános kérdései, a szerszámgépek dinamikája. 1953-tól a Román Szabványügyi Hivatal munkatársa. 1955-ben Stockholmban, 1958-ban Párizsban, 1963-ban Moszkvában ISO, illetve KGST szabványügyi tanácskozásokon vett részt. 1953-tól 1991-ig 24 állami szabványt dolgozott ki a gépgyártóiparban. Közben a bukaresti Technikai Könyvkiadó és a Tankönyvkiadó külső munkatársa, szakfordítója, szakreferens. 1960-tól tervezőintézetek és gépipari üzemek részére tervezési algoritmusokat, Wang és Independent számítógépekre programokat dolgozott ki. A Manualul inginerului mecanic (1976) című gépészmérnöki kézikönyv több fejezetének szerzője; társszerzője az Utilaje pentru construcții, probleme noi de concepție, proiectare, executare și exploatare (1983) című kötetnek. Egyetemi kurzusai: Relații de calcul, date și indicații pentru calculul de rezistență a angrenajelor (1972), Îndrumar pentru proiectarea organelor de mașini (1974), Metodă generală pentru calculul angrenajelor melcate cilindrice (1985).
Fordításában jelent meg E. Botez Fogaskerékmeghajtások című könyve (1957), V. Drobota és társszerzői Szilárdságtan és gépelemek (1980) című és D. Boiangiu Mechanika című X. osztályos tankönyve (1981).

## Kötetei
- Fogaskerékgyártás (Szél Pállal, 1960)
- Îndrumar pentru prelucrări prin rabotare și mortezare ". Rusuval, 1983. Két kötet)
- Metodă de unificare optimizată... (doktori disszertáció, 1986)
- Îndrumător pentru proiectarea organelor de mașini (1988).